# Sobawiny
Sobawiny [pronunciación en polaco: /sɔbaˈvinɨ/] es un pueblo ubicado en el distrito administrativo de Gmina Opoczno, dentro del Distrito de Opoczno, Voivodato de Łódź, en Polonia central. Se encuentra aproximadamente a 5 kilómetros al noreste de Opoczno y a 72 kilómetros al sureste de la capital regional Łódź.